# África (mitología)

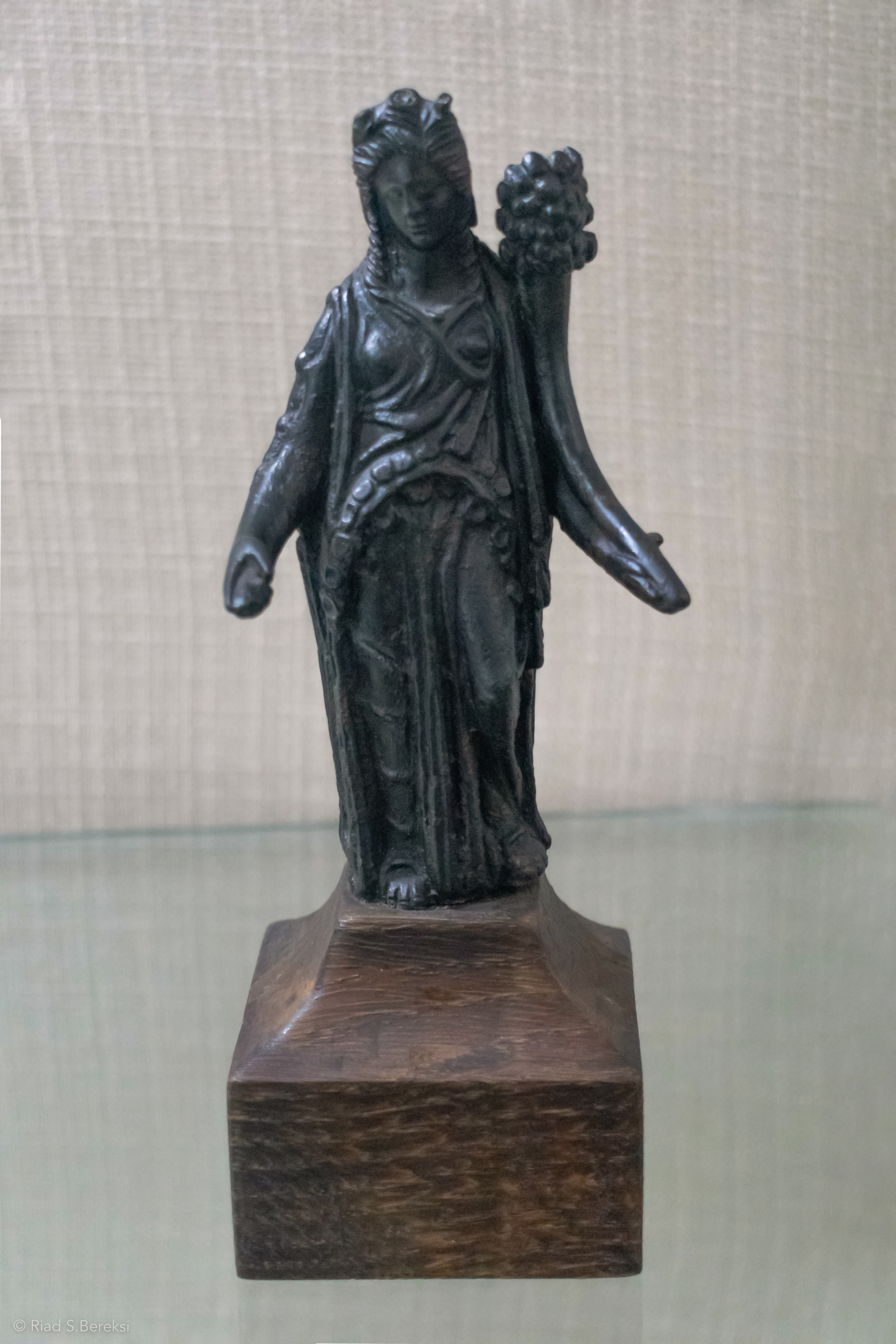
Estatuilla de la diosa África.

África (latín: África) era una diosa adorada en África del norte.
Plinio el viejo, en su libro Historia Natural, escribió que nadie en África romana se embarcaba en nada sin la financiación de la diosa.
Ella es normalmente representada con un piel elefante en su cabeza y un cuerno de la fertilidad en sus manos, sentado en frente de unas onzas de trigo. Los objetos totémicos que están relacionados con ella son los arcos y flechas.
Ella es representada en algunas monedas, piedras talladas y mosaicos romanos de África; Algunos están en el Museo de El Djem.